# JMulTi
 JMulTi 是一种开放源代码计量经济分析软件，特别应用于单变量和多变量时间序列分析中。它拥有Java的图形用户界面。